# انجلا برالی
انجلا برالی (انگلیسی: Angela Braly) کارآفرین و بازرگان اهل ایالات متحده آمریکا است.